# Knut Hamsun
Knut Hamsun   (Vågå i Lom, 4 d'agost de 1859 - Grimstad, 19 de febrer de 1952), realment anomenat Knud Pedersen, que escriví la seva obra amb el pseudònim de Knut Hamsun, fou un escriptor noruec guardonat amb el Premi Nobel de Literatura l'any 1920. És considerat una de les figures més influents de la literatura del segle xx. Juntament amb August Strindberg, Henrik Ibsen i Sigrid Undset, va conformar un quartet d'autors escandinaus que van aconseguir fama mundial; no obstant això, la popularitat de la qual gaudia abans de la Segona Guerra Mundial es va veure molt minvada, als ulls dels aliats, a causa del seu suport al règim nazi i a la figura d'Adolf Hitler.

## Biografia
Va néixer a la ciutat de Lom, població situada al comtat d'Oppland. De ben petit, es traslladà amb la seva família a la població d'Hamarøy, situada al comtat de Nordland. Va exercir diversos oficis durant la seva vida, errant i aventurera. Va estudiar a la Universitat d'Oslo i, el 1882, es va traslladar als Estats Units d'Amèrica, on va romandre fins al 1888.
Va morir el 19 de febrer del 1952 a la seva residència de Grimstad, situada al comtat noruec d'Aust-Agder.

## Obra literària

### Primers anys i estades a Nord Amèrica
Nascut al medi rural, amb només tres anys va passar de viure al sud de Noruega a Hamarøy, prop del Cercle Polar Àrtic, on la seva família mai va arribar a integrar-se. Va exercir diversos oficis durant la seva vida, errant i aventurera. El 1882 es va traslladar als Estats Units, on romandria, en dos períodes, fins a 1888. Fruit de la seva experiència com a emigrant, en 1889 va escriure Fra det moderne Amerikas Aandsliv (La vida espiritual de l'Amèrica moderna), on realitza una crítica irònica i amarga de la vida en aquest país, si bé més endavant renegaria d'aquest text considerant-lo molt pobre, ratllant-lo a més d'infantil.
El jove Hamsun tenia inclinacions anarquistes però amb un matís anti-igualitari i racista. En el libre La vida espiritual de l'Amèrica del Nord moderna (1889) va expressar el seu recel cap al mestissatge: «Els negres són i continuaran sent negres, una incipient forma humana dels tròpics, òrgans rudimentaris en el cos de la societat blanca. En comptes de fundar una elit intel·lectual, els Estats Units ha establert una granja de mulats».

### Èxit literari

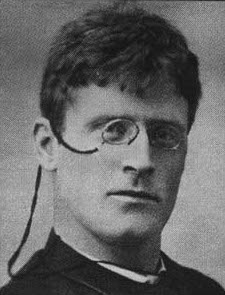
El 1890, any en què va publicar Sult.

El 1888 va escriure la novel·la que li obriria les portes de la fama, Sult (Fam), narració amb trets autobiogràfics que tracta la història de fam, pobresa i camí a la bogeria d'un periodista assetjat pels importants desajustaments físics i psicològics. L'obra va començar a publicar-se el 1888 anònimament a la publicació periòdica Ny Jord. En diversos aspectes, aquesta novel·la presagia els escrits de Franz Kafka i d'altres novel·listes del segle segle xx que van explorar la bogeria de la condició humana contemporània. Des de la seva publicació ha estat una de les novel·les més influents del seu segle.
Fruit de la seva experiència com a emigrant, l'any 1889 va escriure Fra det moderne Amerikas Aandsliv (La vida cultural de l'Amèrica moderna), en què realitza una crítica irònica i amarga de la vida en aquest país. L'any 1920, li fou concedit el Premi Nobel de Literatura per la seva monumental obra Markens Grøde (trad. cat.: Benedicció de la terra).
Després de la Segona Guerra Bòer, va adoptar punts de vista cada vegada més conservadors. Va arribar a ser conegut com un destacat defensor d'Alemanya i la cultura alemanya, així com un oponent a l'imperialisme britànic i la Unió Soviètica.
La seva vida, com diu Lars Frode Larsen, va abastar des del temps dels carros fins al de la bomba atòmica. Va arribar a viure fins als noranta-dos anys d'edat i va sentir des de molt jove aquest impuls irrefrenable que enfoca tots els esforços vitals cap a una fi fugissera: volia ser escriptor. La seva sensibilitat natural li feia quedar-se meravellat amb la simple eloqüència d'una paraula amb la qual expressar una idea bella, o amb la naturalesa d'un paisatge.

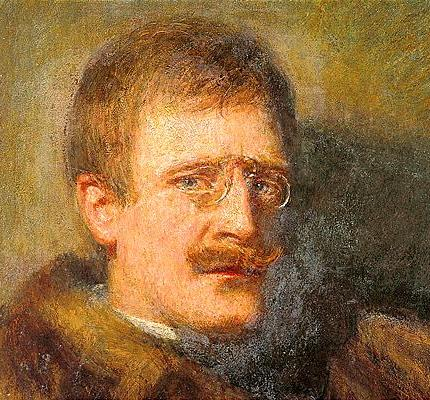
Retratat per Hans Heyerdahl (1903)

En un article que va publicar quan tenia vint-i-nou anys (publicaria la seva primera gran novel·la, Fam, dos anys després), va dir que els escriptors «vivim perquè ens expressem». I així havia de transcórrer la seva vida: escrivint.
La seva admiració per la vida bucòlica i el seu rebuig a la gran ciutat el portarien a passar grans etapes de la seva vida en una còmoda cabanya del bosc, on a penes hi deixava entrar a la seva dona quan estava escrivint. Aquest entorn va inspirar algunes de les seves grans novel·les, com a Pa o La benedicció de la terra, que li van posar a les mans el Nobel de Literatura el 1920. Però res sadollaria la seva ànsia per escriure, desig que expressava constantment. «Espero que aquesta novel·la sigui l'última» era una frase que la seva família va sentir moltes vegades. Però mai va aconseguir deslliurar-se d'aquesta necessitat per expressar-se.

### Nazisme i últims anys
Durant les dues guerres mundials, va expressar públicament la seva simpatia per Alemanya. Les seves simpaties estaven molt influïdes per l'impacte de la Guerra Bòer, considerada per Hamsun com un acte d'opressió britànica cap a un poble petit, així com per la seva aversió a l'idioma anglès i disgust amb els Estats Units. Durant els anys 30, la majoria dels periòdics i partits polítics noruecs dretans eren simpatitzants en divers grau dels règims feixistes d'Europa, i Hamsun va ser un destacat defensor d'aquests punts de vista.
Hamsun era favorable a la creació d'una gran confederació de pobles germànics i va estar a favor de la invasió d'Europa per part d'Hitler, com va manifestar en multitud d'articles de premsa, favorables no sols al Tercer Reich: «Els alemanys estan lluitant per nosaltres, i ara estan aixafant la tirania d'Anglaterra sobre nosaltres i tots els neutrals» (1940), sinó també al seu líder Adolf Hitler, com aquest panegíric escrit una setmana després de la mort d'aquest: «Era un guerrer, un guerrer per a la humanitat i un predicador de l'evangeli sobre el dret de totes les nacions; un reformista del més alt rang i la seva destinació històrica va ser precisament actuar en un temps de brutalitat, que finalment li va fer caure».

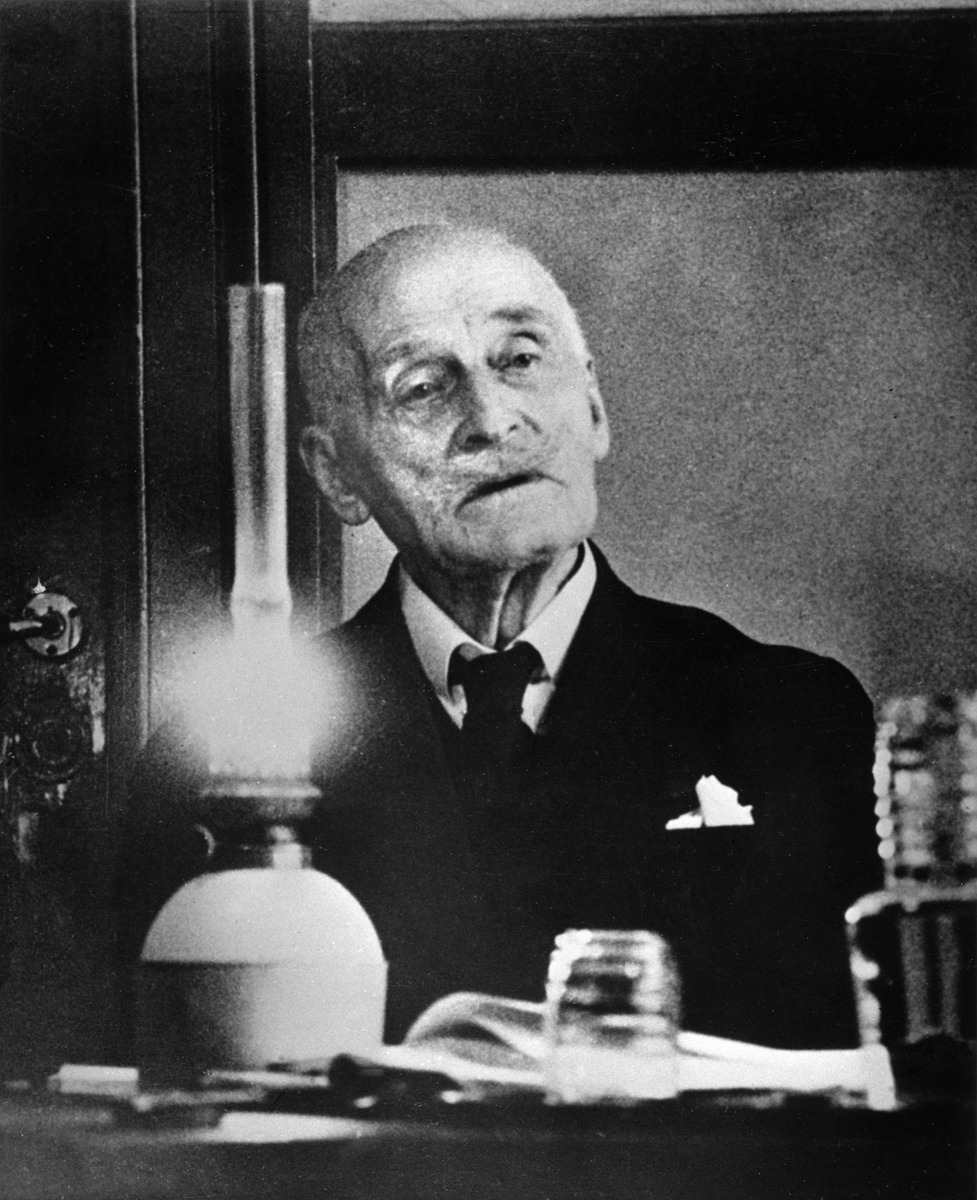
Knut Hamsun el 1947

En 1943, Hamsun va enviar la seva medalla del premi Nobel com a regal a Joseph Goebbels. El seu biògraf Thorkild Hansen el va interpretar com a part d'una estratègia per a aconseguir una audiència amb Hitler, audiència que va aconseguir. Durant aquesta audiència, es va queixar de l'administrador civil alemany a Noruega, Josef Terboven, i va demanar la seva destitució, així com que els ciutadans noruecs empresonats fossin alliberats, la qual cosa va irritar enormement a Hitler. Otto Dietrich descriu la reunió com l'únic moment en què una altra persona va ficar cullerada en una conversa amb Hitler. Dietrich atribueix la causa a la sordesa de Hamsun, i apunta que Hitler va trigar tres dies a superar el seu empipament. En altres ocasions, Hamsun també va ajudar a noruecs empresonats per activitats de resistència i per tractar d'influir en la política alemanya a Noruega.
Després del final de la guerra, multituds enfurides van cremar llibres de Hamsun públicament en les principals ciutats de Noruega i ell va ser internat durant diversos mesos en un hospital psiquiàtric. L'examen psiquiàtric va arribar a la conclusió que s'havien «deteriorat permanentment les seves facultats mentals», i sobre aquesta base es va retirar l'acusació de traïció. En canvi, va ser encausat per responsabilitat civil, i en 1948 va ser multat amb 325 000 corones (uns 50 000 € de l'època) per la seva presumpta pertinença a la partida Trobada Nacional (Nasjonal Samling) i pel suport moral als alemanys, la qual cosa li va deixar pràcticament en la ruïna sent ja un ancià cec i gairebé sord, però va ser absolt de qualsevol afiliació nazi directa.
Sí va ser membre de Trobada Nacional, i si les seves facultats estaven deteriorades és un tema molt debatut. Hamsun va dir que mai va ser membre d'aquesta formació[13] i en el seu últim llibre, Per senderes que la mala herba oculta (Paa gjengrodde Stier),[14] de 1949, que molts prenen com a prova de la seva lucidesa mental, criticada durament als psiquiatres i els jutges, i, segons les seves pròpies paraules, demostra que no era un malalt mental. Va morir el 19 de febrer de 1952.

## Estil
Hamsun va ser un dels pioners de la literatura psicològica amb tècniques de corrent de consciència i monòleg interior, presents també en obres de James Joyce, Marcel Proust, o Virginia Woolf. De la seva novel·la criden l'atenció dos factors principals:
- el caràcter imprevisible de la narració (a causa de moltes vegades a la personalitat díscola dels seus personatges i a la seva pròpia)
- la bellesa hipersensible de la seva prosa, que vessa frescor i poesia.

El clarobscur romàntic és una constant, especialment a les obres inicials. Fam, Pa i Misteris, les seves tres primeres novel·les, coincideixen en aquesta imprevisibilitat basada en el personatge principal, sempre complexes, intempestiu, apassionat; personatges asocials que senten un dolor profund per la seva inadaptació. La seva evolució literària al segle XX abandona l'individu i llança les seves xarxes a la societat.

## Obra publicada
- 1877: Den Gaadefulde. En kjærlighedshistorie fra Nordland (L'enigmàtic. Una història d'amor de Nordland) Conte publicat amb el nom oficial Knud Pedersen
- 1878: Et Gjensyn (Una reunió) Poema èpic
- 1878: Bjørger (Bjørger) Conte publicat amb el nom Knud Pedersen Hamsund
- 1889: Lars Oftedal. Udkast (Lars Oftedal. Esborranys) Recull d'articles publicats al diari Dagbladet
- 1889: Fra Det Moderne Amerikas Aandsliv (Vida cultural de l'Amèrica moderna) Assaig crític resultat de la seva estada als EUA
- 1890: Sult (Fam) Novel·la
- 1892: Mysterier (Misteris) Novel·la
- 1893: Redaktør Lynge (Lynge l'editor) Novel·la
- 1893: Ny Jord (Terra poc profunda) Novel·la
- 1894: Pan (Pan) Novel·la
- 1895: Ved Rigets Port (A les portes del Regne) Obra de teatre
- 1896: Livets Spil (El joc de la vida) Obra de teatre
- 1897: Siesta (Migdiada) Col·lecció de contes
- 1898: Aftenrøde. Slutningspil (Vespre vermell. S'acaba el joc) Obra de teatre
- 1898: Victoria. En kjærlighedshistorie (Victòria. Una història d'amor) Novel·la
- 1902: Munken Vendt (Fra Vendt) Obra de teatre
- 1903: Kratskog (Bosc de matolls) Col·lecció de contes
- 1903: Dronning Tamara (Reina Tamara) Obra de teatre
- 1903: I Æventyrland. Oplevet og drømt i Kaukasien (En Terra de Meravelles. Experimentat i somiat al Caucas) Llibre de viatges
- 1904: Det Vilde Kor (La coral salvatge) Poema
- 1904: Sværmere (Els idealistes) Novel·la curta
- 1905: Stridende Liv. Skildringer fra Vesten og Østen (Lluitant contra la vida. Representacions d'Occident i d'Orient) Novel·la
- 1906: Under Høststjærnen. En Vandrers Fortælling (Sota l'estel de tardor. Una història de viatgers) Novel·la. Primera part de la série Viatgers
- 1907: Benoni (Benoni) Novel·la. Primera part de la série Benoni i Rosa
- 1908: Rosa: Af Student Parelius' Papirer (Rosa: dels papers de l'estudiant Parelius) Novel·la. Segona part de la série Benoni i Rosa
- 1909: En Vandrer Spiller Med Sordin(Un viatger toca amb sordina) Novel·la. Segona part de la série Viatgers
- 1910: Livet i vold (Vida violenta) Obra de teatre
- 1912: Den sidste Glæde (L'última alegria) Novel·la
- 1913: Børn Av Tiden (Fills del temps) Novel·la
- 1915: Segelfoss By (La ciutat de Segelfoss) Novel·la
- 1917: Markens Grøde (Benedicció de la terra) Novel·la
- 1918: Sproget i Fare (La llengua en perill) Assaigs
- 1920: Konerne ved Vandposten (Les dones de la bomba d'aigua) Novel·la (en 2 volums)
- 1923: Siste Kapitel (L'últim capítol) Novel·la (en 2 volums)
- 1927: Landstrykere (Viatgers) Novel·la. Primera part (en 2 volums) de la Trilogia d'August
- 1930: August (August) Novel·la. Segona part (en 2 volums) de la Trilogia d'August
- 1933: Men Livet Lever(Però la vida viu) Novel·la. Tercera part (en 2 volums) de la Trilogia d'August
- 1936: Ringen Sluttet (L'anell es tanca) Novel·la
- 1939: Artikler i Utvalg (Articles seleccionats)
- 1949: Paa Gjengrodde Stier (Per camins impracticables) Novel·la

## Música
- Diversos músics han posat música a les seves obres entre ells el seu compatriota Arne Dørumsgaard (1921-2006).

## Traduccions al català
- Fam. Pròleg de Paul Auster. Traducció d'Anne-Lise Cloetta i Adriana Plujà. Barcelona: Editorial Empúries, 2008. ISBN 978-84-9787-255-3.

- Benedicció de la terra. Traducció de Joan Rius Vila. Barcelona: Plaza i Janés, 1965.

## Simpaties polítiques
Malgrat la seva immensa popularitat a Noruega i arreu del món, la seva reputació va veure's reduïda considerablement a causa del seu suport al règim nazi de Vidkun Quisling durant la Segona Guerra Mundial. El 1943, en un míting de Joseph Goebbels, li va arribar a oferir la medalla del Premi Nobel com a regal, i posteriorment es va reunir amb Adolf Hitler per tractar amb aquest que deposés Josef Terboven com a Reichskommissar de Noruega.
Després de la guerra, va ser confinat durant diversos mesos en un hospital psiquiàtric, a fi de determinar la seva salut mental. El 1948, va ser condemnat a pagar una multa de 325.000 corones noruegues pel seu suport al règim nazi, cosa que li va provocar la ruïna.

## Reconeixements
En honor seu, s'anomenà l'asteroide (5838) Hamsun descobert el 29 de setembre del 1973 per Cornelis Johannes van Houten, Ingrid van Houten-Groeneveld i Tom Gehrels.